# ماكسيميليانو ألفاريز
ماكسيميليانو ألفاريز (بالإسبانية: Maximiliano Fabián Álvarez) هو لاعب كرة قدم أرجنتيني في مركز الهجوم، ولد في 6 فبراير 1982 في روساريو في الأرجنتين. لعب مع Deportivo Toluca F.C. Reserves and Academy ‏.